# وینترهیون (کالیفرنیا)
وینترهیون (به انگلیسی: Winterhaven) یک منطقهٔ مسکونی در ایالات متحده آمریکا است که در شهرستان ایمپریال، کالیفرنیا واقع شده‌است. وینترهیون ۰٫۶۱۶ کیلومتر مربع مساحت و ۳۹۴ نفر جمعیت دارد و ۴۰ متر بالاتر از سطح دریا واقع شده‌است.